# Anton Kašutnik
Anton Kašutnik (Tarvisio, 4 novembre 1688 – Trnava, 22 agosto 1745) è stato un gesuita e scrittore sloveno e autore di opere teatrali e di opere storiche e geografiche.
Nel 1703 entro nella Compagnia di Gesù. Insegnante di retorica a Vienna e Graz ha anche ricoperto la carica di prefetto del seminario. In seguito ha lavorato presso l'Università di Trnava, antico centro della intellighenzia slovacca. Anton Kašutnik è anche considerato uno dei primi autori teatrali sloveni.

## Opere (selezione)
- Scholasticae Parnassi Graecensis exercitiae (1718)
- Vienensium poetarum exercitationes scholasticae (1721)
- Fraterni amoris de invidia triumphus a Naramoino et Neaubeadora Cocini regis filiis relatus (1723)
- Nobila fidelitatis mutae inter patrem filiumquae certanum Romae olim a Fabio Maximo et Selio eiusdem filio exhibitum (1724)

| Controllo di autorità | VIAF (EN) 2427430 · ISNI (EN) 0000 0000 5440 6736 · LCCN (EN) nr2005029167 |